# В'яжути
В'яжути (біл. вёска Вяжуці) — село в складі Молодечненського району Мінської області, Білорусь. Село підпорядковане Лебедівській сільській раді, розташоване в західній частині області.